# K5 League Jeollabuk-do 2020
Die K5 League Jeollabuk-do 2020 war die zweite Spielzeit als höchste Amateurspielklasse und die zweite Spielzeit insgesamt im südkoreanischen Fußball gewesen. Die Saison begann am 24. Mai und endete am 25. Oktober. Anschließend folgten die Play-off-Spiele.

## Teilnehmer und ihre Spielstätten
| Team                        | Stadt                       | Heimstadion                 | In der Liga seit            | Vorjahresplatzierung         |                             |
| K5 League Jeollabuk-do 2020 | K5 League Jeollabuk-do 2020 | K5 League Jeollabuk-do 2020 | K5 League Jeollabuk-do 2020 | K5 League Jeollabuk-do 2020  | K5 League Jeollabuk-do 2020 |
| --------------------------- | --------------------------- | --------------------------- | --------------------------- | ---------------------------- | --------------------------- |
| Jeongeup Phoenixs FC        | Jeongeup                    | Iksan-Fußballpark           | 2019                        | 5. Platz                     |                             |
| Jeonju Parangsae            | Jeonju                      | Iksan-Fußballpark           | 2019                        | Staffelsieger                |                             |
| Jeonju AT                   | Jeonju                      | Iksan-Fußballpark           | 2019                        | 3. Platz                     |                             |
| Jeonju Seoshin Baekma       | Jeonju                      | Iksan-Fußballpark           | 2019                        | 4. Platz                     |                             |
| Iksan FC                    | Iksan                       | Iksan-Fußballpark           | 2019                        | 2. Platz                     |                             |
| Iksan Cheonguh              | Iksan                       | Iksan-Fußballpark           | 2020                        | Aufsteiger aus der K6 League |                             |

## Reguläre Saison
| Pl. | Verein                | Sp. | S | U | N | Tore    | Diff. | Punkte |
| --- | --------------------- | --- | - | - | - | ------- | ----- | ------ |
| 1.  | Jeongeup Phoenixs FC  | 5   | 4 | 1 | 0 | 023:110 | +12   | 13     |
| 2.  | Iksan Cheonguh (N)    | 5   | 2 | 2 | 1 | 012:100 | +2    | 08     |
| 3.  | Jeonju Parangsae (M)  | 5   | 2 | 1 | 2 | 013:180 | −5    | 07     |
| 4.  | Iksan FC              | 5   | 2 | 0 | 3 | 011:110 | ±0    | 06     |
| 5.  | Jeonju AT             | 5   | 2 | 0 | 3 | 012:150 | −3    | 06     |
| 6.  | Jeonju Seoshin Baekma | 5   | 0 | 2 | 3 | 009:150 | −6    | 02     |

| Zum 5. Spieltag:                                                                                            |  |
| Qualifikation zur K5-League-Meisterschaft und Qualifikation zum Korean FA Cup 2021 Abstieg in die K6 League |  |
| |  |
| Zum Saisonende 2019:                                                                                        |  |
| (M) Vorjahres Staffelsieger                                                                                 |  |
| (N) Aufsteiger aus der K6 League                                                                            |  |

## Statistik

### Torschützenliste
Bei gleicher Anzahl von Treffern sind die Spieler alphabetisch geordnet.
| 01                       | Korea Sud |  |  |
| Stand: Saisonbeginn 2020 |           |  |  |